# Accalathura eulalia
Accalathura eulalia är en kräftdjursart som beskrevs av Gary C.B. Poore och Lew Ton 1990. Accalathura eulalia ingår i släktet Accalathura och familjen Leptanthuridae. Inga underarter finns listade i Catalogue of Life.